# Ipomopsis pumila
Ipomopsis pumila là một loài thực vật có hoa trong họ Polemoniaceae. Loài này được (Nutt.) V.E. Grant mô tả khoa học đầu tiên năm 1956.